# 腺叶长白蔷薇
腺叶长白蔷薇（学名：Rosa koreana var. glandulosa）为蔷薇科蔷薇属下的一个变种。

## 扩展阅读
- 維基物種上的相關：腺叶长白蔷薇